# Tablilla de maldición de Pela

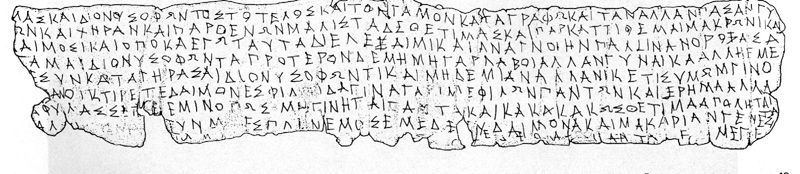
La Maldición de Pela, del prof. Radcliffe G. Edmonds III (Bryn Mawr College).

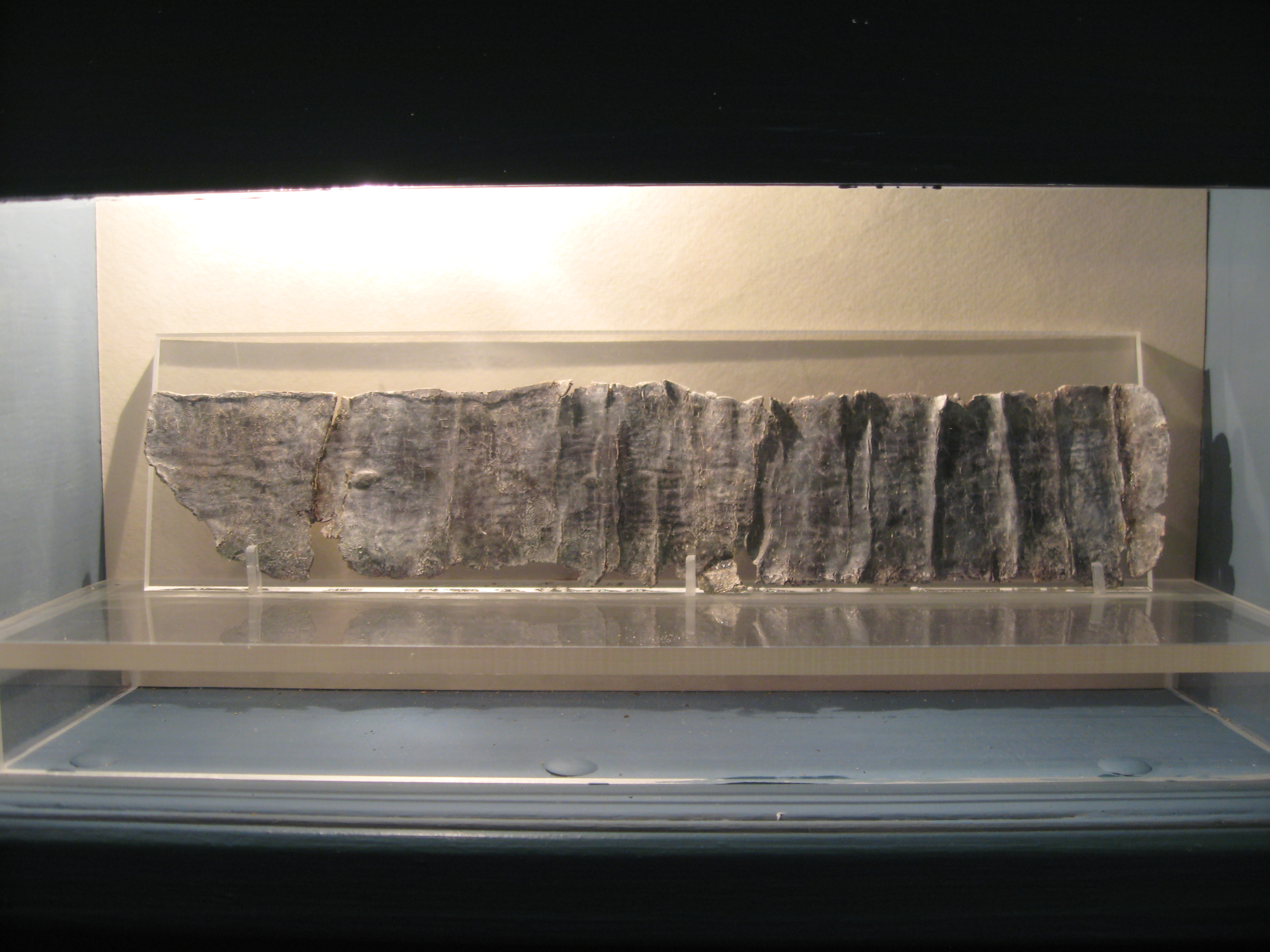
La tablilla expuesta en el Museo Arqueológico de Pela.

La Tablilla de maldición de Pela es una maldición o hechizo griego (en griego: κατάδεσμος, katádesmos) inscrita en una plancha de plomo, que data del siglo IV o III a. C.
Fue encontrada en 1986 en Pella, procede de la época de su capitalidad de Macedonia, está expuesta en su museo arqueológico y fue publicada en the Hellenic Dialectology Journal en 1993. Es posiblemente el único texto atestiguado del antiguo idioma macedonio (O. Masson).
Es un hechizo mágico o conjuro de amor escrito por una mujer, posiblemente llamada Dagina, cuyo amante Dionysophōn (‘la voz de Dioniso’) está aparentemente a punto de casarse con Thetima o Tetima (‘la que honra a los dioses’; la forma estándar ática sería Theotimē). 
Dagina invoca a «Makrón y a los espíritus» (parkattíthemai Makrōni kai [tois] daímosi, que en ático sería para-kata-tithemai) para conseguir que Dionisofón se case con ella en vez de con Tetima, y para que nunca se case con otra mujer, a menos que ella misma recupere y desenvuelva el rollo.
Los katadesmoi (o defixiones) eran encantamientos escritos sobre material no perecedero, como plomo, piedra o arcilla cocida, y eran enterrados en secreto para asegurar su integridad física, que garantizaría la permanencia de sus pretendidos efectos.
La lengua es una forma severa pero claramente identificable del dialecto dórico, y el bajo estatus social de su autora, como es evidenciado por su vocabulario y creencia en la magia, alude a una forma única de dórico hablada por legos en Pela, en la época en que la tablilla fue escrita. (Véase abajo «Fecha y trascendencia»).
Brixhe y Panayotou (1994: 209), creen que es probable el origen macedonio del texto, pero sugieren que la población de Pela no era homogéneamente autóctona, y prefieren esperar a un segundo hallazgo antes de hacer una declaración definitiva.
Antes de la publicación de las conclusiones de la tablilla de maldición de Pela, en 1993, se sugirió que el dórico podría haber sido hablado en la Macedonia prehelénica como un segundo dialecto además de un dialecto macedonio (Rhomiopoulou, 1980).

## Texto y traducción
| Texto griego                                                                         | Traducción española                                                                                          |
| ------------------------------------------------------------------------------------ | --- |
| [ΘΕΤΙ]ΜΑΣ ΚΑΙ ΔΙΟΝΥΣΟΦΩΝΤΟΣ ΤΟ ΤΕΛΟΣ ΚΑΙ ΤΟΝ ΓΑΜΟΝ ΚΑΤΑΓΡΑΦΩ ΚΑΙ ΤΑΝ ΑΛΛΑΝ ΠΑΣΑΝ ΓΥ- | De [Teti]ma y Dionisofón la ceremonia y el matrimonio escribo en encantamiento, y de todas las otras         |
| [ΝΑΙΚ]ΑΝ ΚΑΙ ΧΗΡΑΝ ΚΑΙ ΠΑΡΘΕΝΩΝ ΜΑΛΙΣΤΑ ΔΕ ΘΕΤΙΜΑΣ ΚΑΙ ΠΑΡΚΑΤΤΙΘΕΜΑΙ ΜΑΚΡΩΝΙ ΚΑΙ     | mu[je]res, tanto viudas como vírgenes, pero especialmente de Tetima, y confío a Makrón y a                   |
| [ΤΟΙΣ] ΔΑΙΜΟΣΙ ΚΑΙ ΟΠΟΚΑ ΕΓΩ ΤΑΥΤΑ ΔΙΕΛΕΞΑΙΜΙ ΚΑΙ ΑΝΑΓΝΟΙΗΝ ΠΑΛΕΙΝ ΑΝΟΡΟΞΑΣΑ         | [los] espíritus, y (solo) cuando yo desentierre y vuelva a leer esto desenrollado,                           |
| [ΤΟΚΑ] ΓΑΜΑΙ ΔΙΟΝΥΣΟΦΩΝΤΑ ΠΡΟΤΕΡΟΝ ΔΕ ΜΗ ΜΗ ΓΑΡ ΛΑΒΟΙ ΑΛΛΑΝ ΓΥΝΑΙΚΑ ΑΛΛ᾽ Η ΕΜΕ       | [?] que ella pueda casarse con Dionosofón, pero no antes, pues no quiero que tome a otra mujer sino a mí,    |
| [ΕΜΕ Δ]Ε ΣΥΝΚΑΤΑΓΗΡΑΣΑΙ ΔΙΟΝΥΣΟΦΩΝΤΙ ΚΑΙ ΜΗΔΕΜΙΑΝ ΑΛΛΑΝ ΙΚΕΤΙΣ ΥΜΩΝ ΓΙΝΟ-            | y que [yo] envejezca con él, y ninguna otra. Vuestra suplicante so[y]:                                       |
| [ΜΑΙ ΦΙΛ]ΑΝ ΟΙΚΤΙΡΕΤΕ ΔΑΙΜΟΝΕΣ ΦΙΛ[ΟΙ] ΔΑΓΙΝΑΓΑΡΙΜΕ ΦΙΛΩΝ ΠΑΝΤΩΝ ΚΑΙ ΕΡΗΜΑ ΑΛΛΑ      | compadeceos de [¿Fil?]a, estimados espíritus, pues estoy ¿dagina? de todos los míos y estoy abandonada. Pero |
| [ΤΑΥΤ]Α ΦΥΛΑΣΣΕΤΕ ΕΜΙΝ ΟΠΩΣ ΜΗ ΓΙΝΗΤΑΙ ΤΑ[Υ]ΤΑ ΚΑΙ ΚΑΚΑ ΚΑΚΩΣ ΘΕΤΙΜΑ ΑΠΟΛΗΤΑΙ        | guardad [esto] por mi bien para que estas cosas no pasen y la malvada Tetima perezca de mala manera.         |
| [....]ΑΛ[-].ΥΝΜ .. ΕΣΠΛΗΝ ΕΜΟΣ ΕΜΕ Δ᾽ ΕΥ[Δ]ΑΙΜΟΝΑ ΚΑΙ ΜΑΚΑΡΙΑΝ ΓΕΝΕΣΤΑΙ              | [...] pero que yo me quede feliz y bendecida.                                                                |
| [-]ΤΟ[.].[-].[..]..Ε.Ε.Ω[?]Α.[.]Ε..ΜΕΓΕ [-]                                          | [...] |

## Fecha y trascendencia
La tablilla ha sido datada por los editores originales hacia la «mitad del siglo IV a. C. o un poco antes (por la forma de las letras, y la ortografía)». El profesor Edmonds del Bryn Mawr College prefiere fecharla en el siglo III a. C.
La primera opinión es defendida por OCD (1996, págs. 905 y 906), en el que Olivier Masson escribe:

Aún en contraste con las opiniones más tempranas que hacen de ella [de Macedonia] un dialecto eólico (O. Hoffmann compared Thessalian) tenemos que pensar en una relación conexión enlace con el noroeste griego (locrio, etolio, focidio, epirota). Esta opinión se apoya en el reciente descubrimiento en Pella de una tablilla de maldición (siglo IV a. C.), que bien puede ser el primer texto «macedonio» atestiguado (publicación provisional por E.Voutyras; cf. the Bulletin Epigraphique in Rev. Et. Grec. 1994, no.413); el texto incluye un adverbio opoka, que no es tesalio.

De la misma opinión es James L. O'Neil's (de la Universidad de Sídney), en la presentación en 2005 en la Conferencia de la Sociedad Australásica para Estudios Clásicos, titulada «Doric Forms in Macedonian Inscriptions» (formas dóricas en las inscripciones macedonias):

Una tablilla de maldición del siglo IV a. C. de Pella muestra formas de letras que son claramente dóricas, pero una variedad de dórico diferente de alguno de los dialectos griegos occidentales de zonas contiguas a Macedonia. Otras tres, muy breves, inscripciones del siglo IV son indudablemente dóricas. Estas demuestran que un dialecto dórico fue hablado en Macedonia, cuando esperaríamos hallar formas griegas occidentales en los nombres griegos encontrados en Macedonia. Y las posteriores inscripciones macedonias están en Koiné, evitando las formas sonoras de las consonantes tanto del dórico como del macedonio. El dialecto macedonio nativo se había vuelto inapropiado para los documentos escritos.